# Erich Diestel
Erich Diestel (* 8. November 1892 in Deutsch Eylau; † 3. August 1973 in Bad Wiessee) war ein deutscher Generalleutnant im Zweiten Weltkrieg. 

## Militärische Karriere
1912 erfolgte sein Eintritt in die Preußische Armee, am 18. August 1913 wurde er im Füsilier-Regiment „Prinz Heinrich von Preußen“ (Brandenburgisches) Nr. 35 zum Leutnant befördert. Im Ersten Weltkrieg diente er bis 1917 als Adjutant beim Reserve-Infanterie-Regiment Nr. 270. Nach Kriegsende im September 1919 in die Reichswehr übernommen, versah Diestel seinen Dienst im Infanterie-Regiment 5 und wurde im Januar in das 9. (Preußisches) Infanterie-Regiment versetzt. Dort folgte am 1. Mai 1927 seine Beförderung zum Hauptmann. Nach der Machtübernahme der Nationalsozialisten wurde Diestel als Lehrer an die Infanterieschule in Dresden versetzt und am 1. Oktober 1934 zum Major befördert. Ab Januar 1935 fungierte er als Lehrer der Kriegsschule in Dresden; im Oktober 1937 übernahm Diestel das I. Bataillon im Infanterie-Regiment 68 und war zuvor am 1. April 1937 zum Oberstleutnant ernannt worden.
Im Zweiten Weltkrieg zunächst noch beim Infanterie-Regiment 68, wurde er am 15. Januar 1940 Kommandeur des Infanterie-Regimentes 188 der ab Juni 1941 in der Ukraine eingesetzten 68. Infanterie-Division. Am 2. Januar 1942 wurde Diestel mit dem Deutschen Kreuz in Gold ausgezeichnet. Am 15. April 1942 übernahm er das Kommando über die 101. leichte Infanterie-Division, die im Juli 1942 nach dem Einbruch im Kaukasus in 101. Jäger-Division umbenannt wurde. Am 1. August 1942 wurde er zum Generalmajor befördert und übernahm kurzfristig die Führung der 75. Infanterie-Division. Am 20. September wurde er Führer der 346. Infanterie-Division und am 1. August 1943 mit der Beförderung zum Generalleutnant Kommandeur der 346. Infanterie-Division im Verband der 15. Armee an der Westfront. Am 8. Oktober 1944 wurde Diestel das Ritterkreuz des Eisernen Kreuzes verliehen. Am 18. November 1944 wurde er Kommandeur der Division z. b. V. 331 und blieb dies bis zur Auflösung am 23. März 1945. Anschließend war er bis 9. April 1945 im Bereich der 25. Armee Kommandeur des nach ihm benannten Korps „Diestel“, welches damit die militärische Stärke in den Niederlanden verschleiert werden konnte, so bezeichnet wurde und aus der Division z. b. V. 331 hervorgegangen war.
Zwischen 1945 und 1947 befand der sich in alliierter Kriegsgefangenschaft.